# Arzens
Arzens település Franciaországban, Aude megyében. Lakosainak száma 1196 fő (2022. január 1.). Arzens Alairac, Caux-et-Sauzens, Montréal, Sainte-Eulalie és Villesèquelande községekkel határos.

## Népesség
A település népességének változása:
| Lakosok száma | 966  | 933  | 971  | 1119 | 1204 | 1243 | 1238 | 1220 | 1211 | 1196 |
|               | 1968 | 1982 | 1990 | 2006 | 2013 | 2015 | 2017 | 2019 | 2020 | 2022 |